# C. J. Stretch
Charles Gregory „C. J.“ Stretch (* 3. August 1989 in Irvine, Kalifornien) ist ein US-amerikanischer Eishockeyspieler, der seit Juli 2023 erneut bei den Starbulls Rosenheim aus der DEL2 unter Vertrag steht und dort auf der Position des Centers spielt. Zuvor war Stretch bereits für die Löwen Frankfurt und Bietigheim Steelers in Deutschland aktiv und absolvierte über 200 Partien in der American Hockey League (AHL).

## Karriere

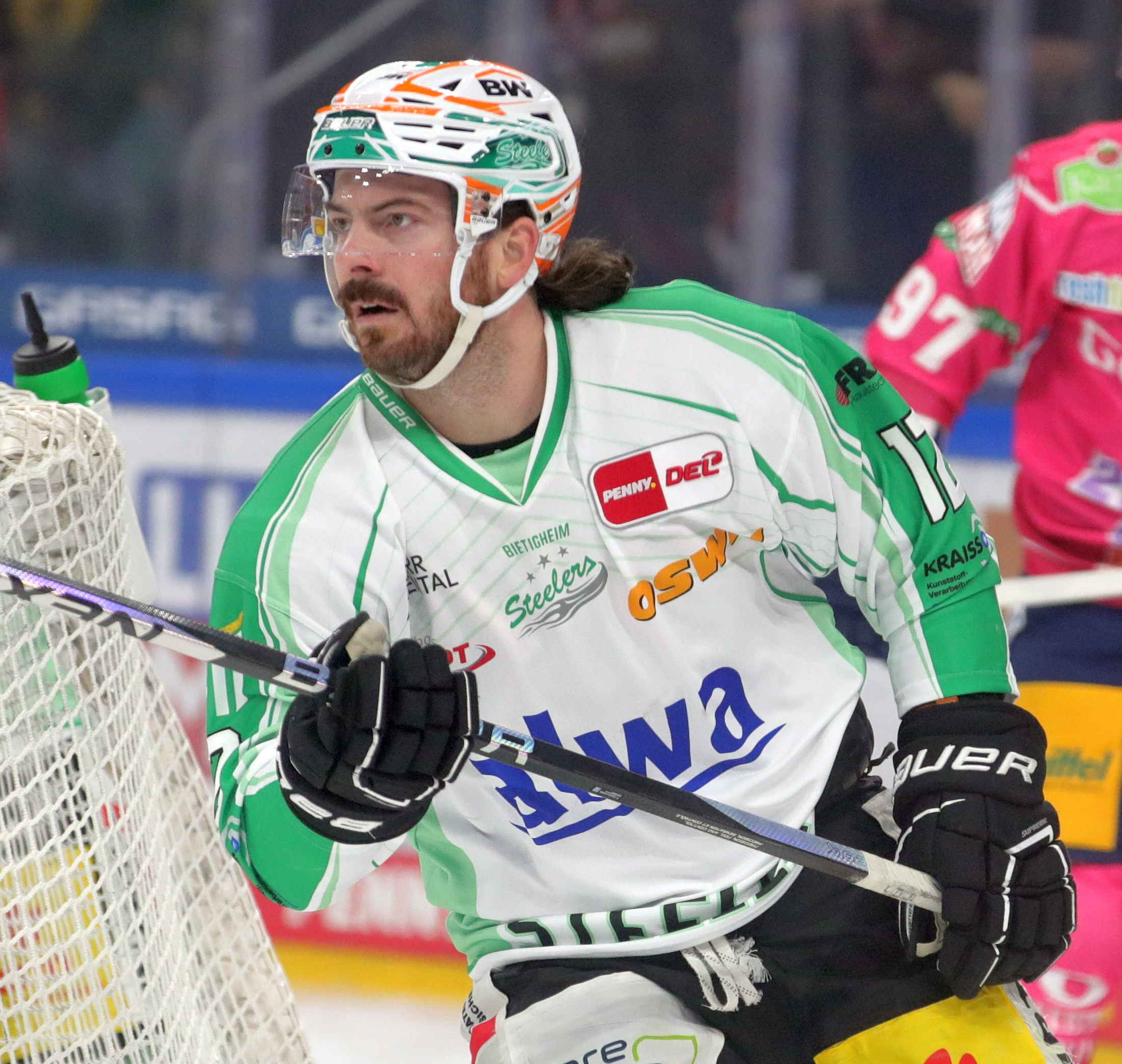
Stretch im Trikot der Bietigheim Steelers (2022)

Stretch, der in Irvine im US-Bundesstaat Kalifornien geboren wurde, verbrachte seine Juniorenkarriere zwischen 2005 und 2010 über fünf Spielzeiten bei den Kamloops Blazers in der kanadischen Juniorenliga Western Hockey League (WHL). In diesem Zeitraum absolvierte der Stürmer über 350 Partien für das Team und sammelte dabei annähernd 270 Scorerpunkte. Insbesondere in seinen letzten beiden Spieljahren überzeugte er mit jeweils über 60 Punkten in der regulären Saison.
Nach dem Abschluss seiner Juniorenkarriere erhielt Stretch Ende März 2010 einen Probevertrag bei den Ontario Reign aus der ECHL, woraufhin er noch zum Ende der Saison 2009/10 sein Profidebüt gab. Mit Beginn der Spielzeit 2010/11 erhielt der Angreifer dort einen vollwertigen Vertrag, der in der Folge mehrfach verlängert wurde, sodass er insgesamt drei Spielzeiten für die Reign aktiv war. Unterbrochen war das Engagement lediglich durch zwei Leihen an die Houston Aeros aus der American Hockey League (AHL) im Verlauf des Spieljahres 2011/12 sowie deren Ligakonkurrenten Oklahoma City Barons im folgenden Jahr. Während der Zeit bei den Reign, in der er seine jährliche Punktausbeute kontinuierlich gesteigert hatte, nahm der Offensivspieler im Jahr 2013 am ECHL All-Star Game teil. Bei den Barons erhielt der US-Amerikaner im Juni 2013 ein Arbeitspapier für die Saison 2013/14, ehe er im September 2014 als Free Agent ein Angebot der Bridgeport Sound Tigers aus derselben Liga annahm. Im Verlauf der Spielzeit 2014/15 kehrte Stretch im Februar 2015 im Rahmen eines Transfergeschäfts im Tausch gegen zukünftige Gegenleistungen (future considerations) zu den Oklahoma City Barons zurück und beendete dort das Spieljahr.
Im August 2015 wechselte Stretch zu den Starbulls Rosenheim in die DEL2. Nach seiner ersten Station im Ausland wechselte er zur folgenden Saison zum Ligakonkurrenten Löwen Frankfurt. In den zwei Spielzeiten in Frankfurt, die den Gewinn der DEL2-Meisterschaft am Ende der Spielzeit 2016/17 umfassten, konnte er seine Scorerfähigkeiten bestätigen und sogar im europäischen Ausland auf sich aufmerksam machen. Daraufhin zog es ihn jeweils eine Saison zum tschechischen Klub Orli Znojmo in die multinationale Erste Bank Eishockey Liga (EBEL) und dem ungarischen Hauptstadtverein MAC Újbuda aus Budapest, der am Spielbetrieb der slowakischen Extraliga teilnahm. Zur Saison 2020/21 kehrte Stretch wieder nach Deutschland zurück und unterschrieb einen Vertrag bei den Bietigheim Steelers, mit denen er ebenfalls den DEL2-Meistertitel gewann und durch die erfolgreiche Lizenzierung den Aufstieg in die Deutsche Eishockey Liga (DEL) schaffte.
Nach zwei Jahren mit den Steelers in der höchsten deutschen Spielklasse gaben die Starbulls im Mai 2023 seine Rückkehr nach Rosenheim bekannt. In der Saison 2024/25 war er mit 56 Assists bester Torvorbereiter der Hauptrunde und viertbester Scorer überhaupt.

## Erfolge und Auszeichnungen
- 2013 Teilnahme am ECHL All-Star Game
- 2017 DEL2-Meister mit den Löwen Frankfurt
- 2021 DEL2-Meister und Aufstieg in die DEL mit den Bietigheim Steelers
- 2025 Bester Vorlagengeber der DEL2-Hauptrunde

## Karrierestatistik
Stand: Ende der Saison 2024/25
(Legende zur Spielerstatistik: Sp oder GP = absolvierte Spiele; T oder G = erzielte Tore; V oder A = erzielte Assists; Pkt oder Pts = erzielte Scorerpunkte; SM oder PIM = erhaltene Strafminuten; +/− = Plus/Minus-Bilanz; PP = erzielte Überzahltore; SH = erzielte Unterzahltore; GW = erzielte Siegtore; 1 Play-downs/Relegation; Kursiv: Statistik nicht vollständig)